# Киселёв, Алексей Борисович
Алексей Борисович Киселёв (род. 11 января 1956) — советский и российский учёный в области механики, доктор физико-математических наук.

## Научная деятельность
Родился в семье научных работников.
В 1981 г. защитил кандидатскую диссертацию (спецтема).
С 1 ноября 1981 г. на научной и преподавательской работе на механико-математическом факультете МГУ, отделение механики, кафедра газовой и волновой динамики.
Доктор физико-математических наук (1993), в 1997 г. утверждён в звании профессора.
Научные интересы: математическое моделирование процессов необратимого динамического деформирования и разрушения твердых тел, образования и эволюции «космического мусора».
Автор 165 статей, 7 книг, 23 докладов на конференциях.
Соавтор книг:
- 2007 Модель космоса: Научно-информационное издание: В 2 т. / Т. 2: Воздействие космической среды на материалы и оборудование космических аппаратов. Киселёв А. Б., и др. КДУ Москва, ISBN 978-5-98227-420-5 (Т. 2), 1144 с.
- 2002 Space Debris. Hazard Evaluation and Mitigation. Anz-Meador P.D., Chobotov V.A., Flury W., Kiselev A.B., Nazarenko A.I., Nikitin V.F., Potter A.E., Smirnov N.N., Yasaka T. Taylor and Francis New York, ISBN 0-415-27907-0, 229 с.
- 2000 Экологические проблемы и риски воздействий ракетно-космической техники на окружающую природную среду. Адушкин В. В., Александров А. Э., Бурчик В. Н., Киселёв А. Б., и др. Анкил Москва, ISBN 5-86476-157-5, 640 с.
- 1999 Road traffic mathematical modeling and simulations. Smirnov N.N., Kiselev A.B., Nikitin V.F., Yumashev M.V. Faculty of Mechanics and Mathematics, Moscow M.V. Lomonosov State University Moscow, 29 с.
- 1999 Высокоскоростное взаимодействие тел. Фомин В. М., Гулидов А. И., Сапожников Г. А., Шабалин И. И., Бабаков В. А., Куропатенко В. Ф., Киселёв А. Б., Тришин Ю. А., Садырин А. И., Киселёв С. П., Головлев И. Ф. Издательство СО РАН Новосибирск, ISBN 5-7692-0237-8, 600 с.
- 1999 Математическое моделирование автотранспортных потоков. Смирнов Н. Н., Киселёв А. Б., Никитин В. Ф., Юмашев М. В. Механико-математический ф-т МГУ им. М. В. Ломоносова Москва, 30 с.
- 1996 Final Report on SPC 96- 4012 «Computational Damage Model for Laminated Composite Materials. Numerical Modelling of Dynamical Deforming of Damageable Thermoviscoelastic Composite Shell in Internal Loading». Smirnov N.N., Nikitin V.F., Kiselev A.B., Dimitrienko I.D., Dushin V.R. Brussels, 165 с.

## Награды и звания
- Лауреат Премии Совета Министров СССР[1]
- Медали им. М. В. Келдыша, С. П. Королева и Г. А. Тюлина (Федерации космонавтики России)[1]
- Юбилейная медаль им. Х. А. Рахматулина (РНКТПМ)[1]
- Медаль «День Советской науки» (ВДНХ СССР)[1]
- Юбилейный нагрудный знак «250 лет МГУ им. М. В. Ломоносова»[1]